# 巴泰斯克
47°10′N 39°44′E / 47.167°N 39.733°E

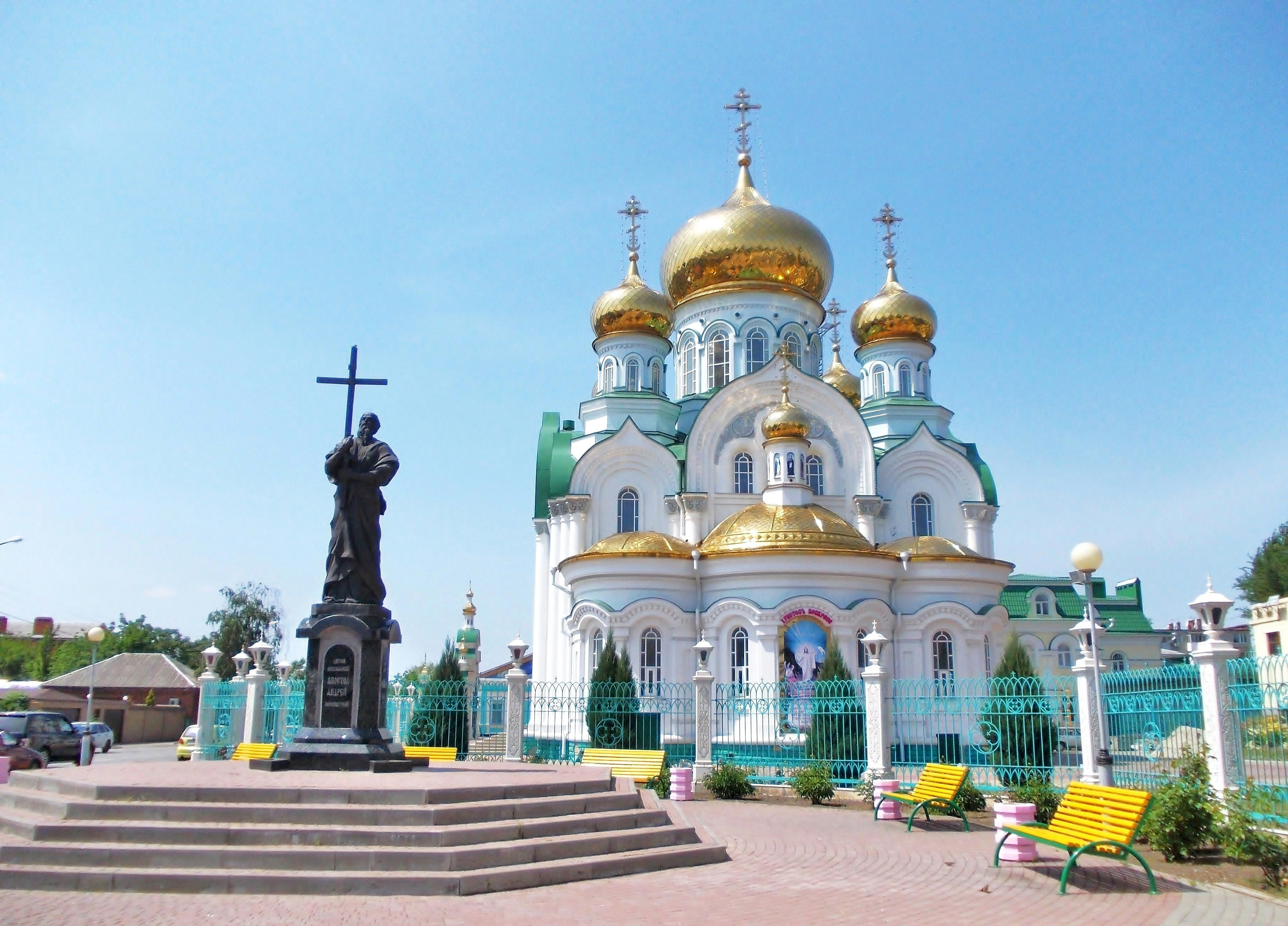

巴泰斯克，是俄羅斯羅斯托夫州的一個城市，位於該州首府羅斯托夫西南9公里。2002年人口107,438人。
巴泰斯克於1768年建城，1938年正式設市。